# 슈퍼스타K 5 참가자 목록
M.net의 스타 오디션 프로그램 슈퍼스타 K 시리즈의 다섯 번째 시즌 《슈퍼스타K 5》의 참가자들을 나열한 목록이다. Top 10과 그 외 저명한 참가자들을 나열한다.

## 생방송
- 점수는 심사위원 점수 40%와 대국민 문자 투표 60%가 합산된다.
- 심사위원의 점수는 세 심사위원의 총점이다.
- 대국민 문자 투표는 번호 #0199로 통해 투표 시간 동안에 번호나 이름을 써서 투표할 수 있으며, 다중 투표는 가능하지만 중복 투표는 불가능하다. 대국민 문자 투표는 정보이용료 100원 부과된다.
- 탈락은 슈퍼세이브 제도를 통해 다시 생방송 무대에 오를 수 있다. 최종탈락은 생방송 무대에 오를 수 없다.
- 슈퍼세이브 제도는 국민의 선택 방식과 심사위원 방식으로 나뉠 수 있다. 국민의 선택은 국민들에 투표를 통해서 결정, 심사위원 방식은 심사위원이 결정한다. 슈퍼세이브 제도에서 탈락되면 최종 탈락된다.
- 생방송 무대에 오를 수 있는 Top10은 여러 예선을 거쳐 블랙위크, 슈퍼위크 등의 과정에 합격한 사람이다.

## Top 10

### 송희진
6번째 생방송 무대 (준결승 전 무대)에서 최종 탈락했다.

### 김민지
두 번째 생방송 무대에서 탈락되었으며, 국민의 선택으로 TOP6에 합류하였다. 4번째 생방송에서 슈퍼 세이브를 받아 top 5에 합류했으며 5번째 생방송 top 4 무대에서 최종 탈락했다.

### 장원기
세 번째 생방송에서 슈퍼세이브로 합격했다. 네 번째 생방송에서 최종 탈락했다. 인디밴드 에보니힐의 멤버이다.

### 임순영
첫 번째 생방송에서 탈락했으며, 두 번째 생방송 전에 국민의 선택(투표)를 통해 두 번째 생방송 무대에 참여했다. 세 번째 생방송에서 슈퍼세이브를 받지 못함으로써 최종탈락했다.

### 플랜비
이경현, 쌍태경의 윤태경, 잔나비의 최정훈, 이동훈이 합치면서 블랙위크에서 새롭게 결성된 팀이다. 두 번째 생방송 무대에서 탈락되었으며, 국민의 선택에서 떨어져 최종탈락하였다.

### 정은우
슈퍼스타 시즌1에서 어린나이에도 불구하고 TOP10전까지 진출하였고 5년동안 소속사에 연습생 생활을 하고
5년 만에 슈퍼스타K5 이승철 심사위원으로부터 자작곡 "그래야해요" 로 극찬을 받았다.
슈퍼스타K5 TOP10의 진출하여 두번째 생방송 무대에서 아쉽게 최종 탈락하였다.
생방송 무대에서 "내겐 너니까" 와 "풀잎사랑"을 열창하였다.
슈퍼스타K4와 프로듀스 101에 출연한 정은우는 플레디스 소속으로 다른 사람이다.

### 마시브로
마시따밴드(신석철, 이경남, 홍진영)와 네이브로(김교범, 윤수용, 이승현, 정원보)가 합치면서 Top 10에서 새롭게 결성된 팀이다. 첫 번째 생방송 무대에서 탈락되었으며, 국민의 선택에서 떨어져 최종 탈락되었다.

### 위블리
와블의 이기림, 이수민, 남주미가 새롭게 합치면서 블랙위크에서 결성된 팀이다. 가장 먼저 생방송 무대에서 최종 탈락하였다.

## 그 외

### 변상국
TOP15. 2014년 Beat-J와 함께 싱글 《니가 들었으면 좋겠어》를 발매했다.

### 김나영
TOP15.

### 김재원
TOP24. 어린나이에 슈퍼위크에 진출했으며, 블랙위크에서 김희원이랑 한팀인 푸남매로 블랙위크 라이벌미션에서 최종 탈락했다.

### 쓰레기스트
TOP24.

### 김제휘
TOP24.

### 미스터 파파
미스터 파파는 TOP24이며 아빠들로만 구성된 남자 팀으로 3차 지역 예선 출연 당시 papa don't cry 라는 곡을 불러 방송이 끝난 직후 이 곡이 화제가 되었다.

### 라엘
TOP24.

### 주은총
TOP24. 뉴클리어스 멤버다.

### 김영근
이후 슈퍼스타K 2016에서 우승을 차지했다.

### 김소희
걸그룹 네이처의 멤버.

### 원종혁
이후 불토엔 혼코노에서 준우승을 차지했다.